# Château de Courances
 (mars 2025).
Le château de Courances, situé sur la commune de Courances à 47 kilomètres au sud-est de Paris dans le Gâtinais français et le département de l'Essonne en Île-de-France, est classé monument historique depuis le 27 juin 1983.

## Historique
En 1552, Côme Clausse, notaire et secrétaire du Roi, acquiert de la famille Lapite un logis seigneurial situé à Courances, à l'extrémité ouest de la forêt de Fontainebleau.
À sa mort, en 1558, la terre est attribuée à son fils cadet Pierre, secrétaire de la chambre des Comptes, puis à son petit-fils François, qui la cède en 1622 à Claude Gallard, notaire et secrétaire du Roi.
Pendant la Première Guerre mondiale, le château accueille un hôpital de 80 lits, l'Hôpital auxiliaire de la société de secours aux blessés militaires (HASSBM) n°21.

### Architecture
C'est sans doute Claude Gallard qui fait construire un château de plan « en H » élevé sur une plateforme quadrangulaire entourée de douves, connu par des gravures d'Israël Henriet et Israël Silvestre (vers 1650).
Au XVIIIe siècle, le château est mis au goût du jour d'abord par Anne-Catherine Gallard, veuve de Nicolas Potier de Novion, qui ouvre la cour d'honneur en faisant démolir le mur et le portique d'entrée, puis par sa petite-fille Léontine-Philippine de Novion et son époux Aymar de Nicolay, président de la Chambre des comptes de Paris, qui modernisent le château (1775-1777) en faisant ouvrir de nouvelles baies et en faisant ajouter un vaste fronton sur chaque façade.
Passé à leur fils Théodore de Nicolaï, pair de France, le château est abandonné après la révolution de 1830, puis vendu par ses enfants en 1872 au banquier berlinois le baron Samuel de Haber. C'est pour ce dernier que l'architecte Hippolyte Destailleur entreprend alors la restauration du château dans le style Louis XIII.
La campagne de travaux menée de 1873 à 1884 fait apparaître la brique par la suppression des crépis, exhausse les combles des pavillons, ajoute sur les toitures des ornements en zinc.
L'escalier d'apparat intérieur en forme de fer à cheval est démoli et des degrés monumentaux inspirés de celui du château de Fontainebleau sont plaqués sur chacune des façades.
Une nouvelle aile, à comble brisé, est élevée sur l'emplacement des anciennes cuisines pour abriter les appartements de maître et reliée par une galerie à l'aile ancienne.
Destailleur édifie également de nouveaux communs, qui seront détruits en 1976 par un incendie.
En 2010, ses lucarnes des années 1950 ont été restituées.

### Le parc
Le parc de 86 hectares, considéré comme l'un des plus beaux de France, a été commencé au XVIe siècle par les Clausse et achevé par les Gallard au milieu du XVIIe siècle. C'est de cette époque que datent l'allée d'honneur entre deux canaux et la grande perspective dans l'axe du château, avec ses canaux et ses bassins, dont un long canal de 248 toises, des « nappes » et une « salle d'eau ».
Au XVIIe siècle, la marquise de Novion ajoute le miroir d'eau.
En 1873, Destailleur redessine le parc à l'anglaise.
La marquise Jean de Ganay, petite-fille du baron de Haber, fait rétablir un dessin à la française avec l'aide du paysagiste Achille Duchêne. Elle crée notamment le bassin du fer à cheval et la fontaine d'Aréthuse, surmontée d'une nymphe en marbre sculptée en 1711 par Claude Poirier (1656-1729) pour le parc de Marly (la statue est  acquise en 2005 par le musée du Louvre). En 1930, elle crée un jardin « anglo-japonais ».
Les jardins de Courance — sans « s » final — sont décrits par Ernest de Ganay dans Beaux Jardins de France, dédié à Lucien Corpechot. Le parc du château est labellisé « jardin remarquable ».

### Courances au cinéma
En 1962, Henri Decoin utilisa le château pour en faire la résidence de Mazarin et de sa maîtresse Anne d'Autriche dans son film Le Masque de Fer avec Jean Marais.
Le film Molière (2007) de Laurent Tirard a été en bonne partie tourné au château.
En mai 2015, une partie du tournage de l'épisode Le Noyé du Grand Canal de la série télévisée française Nicolas Le Floch se déroule le long du bassin de château. 
Au printemps 2016, le tournage du film Le Sens de la fête est effectué en très grande partie dans le parc et le château de Courances.
L'épisode 4 de la partie 3 de Lupin, sorti en octobre 2023 sur Netflix, a été en partie tournée au château de Courances, qui y est cependant présenté comme étant le château de Thoiry.

## Galerie

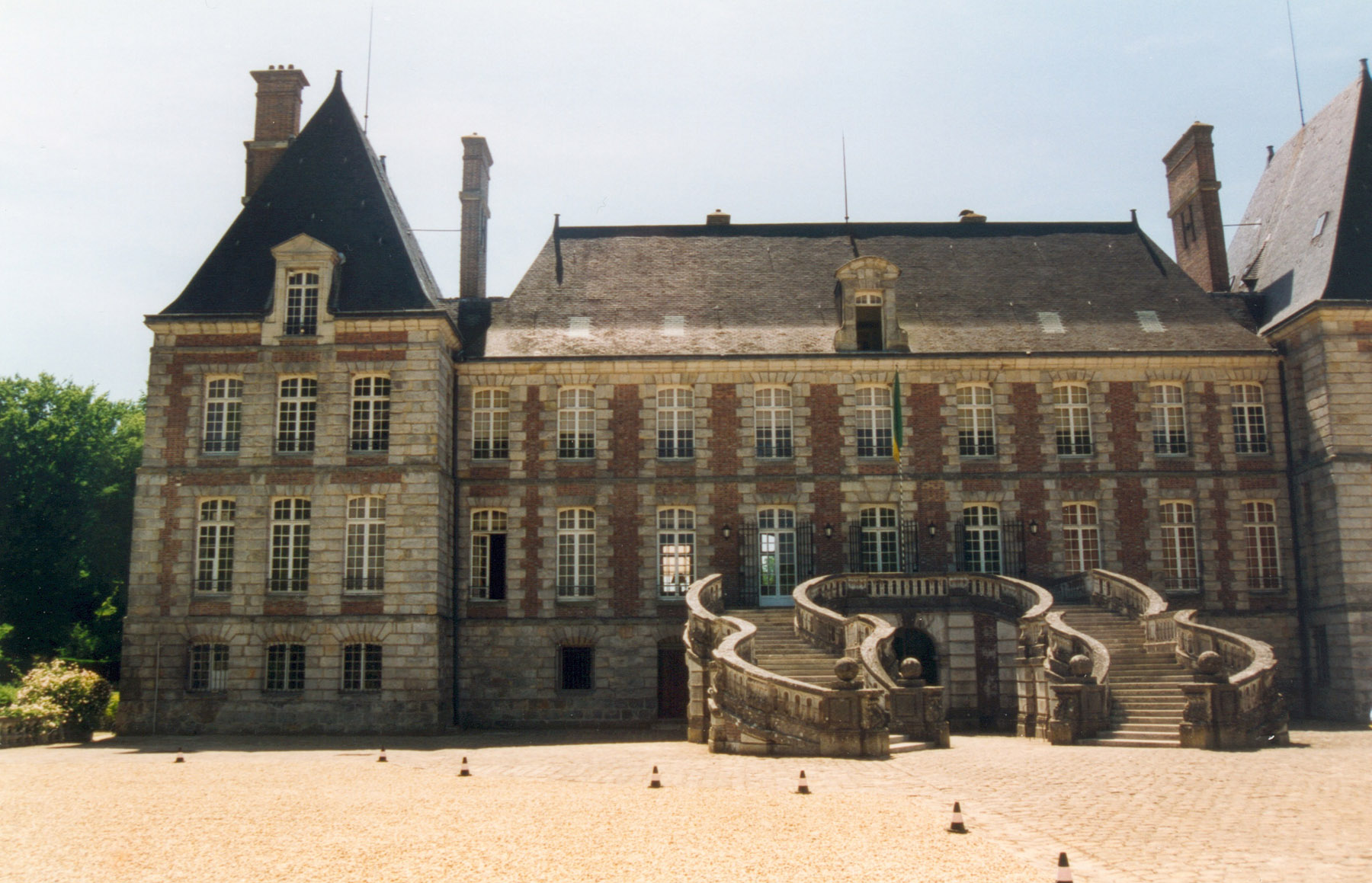
Château de Courances côté cour.
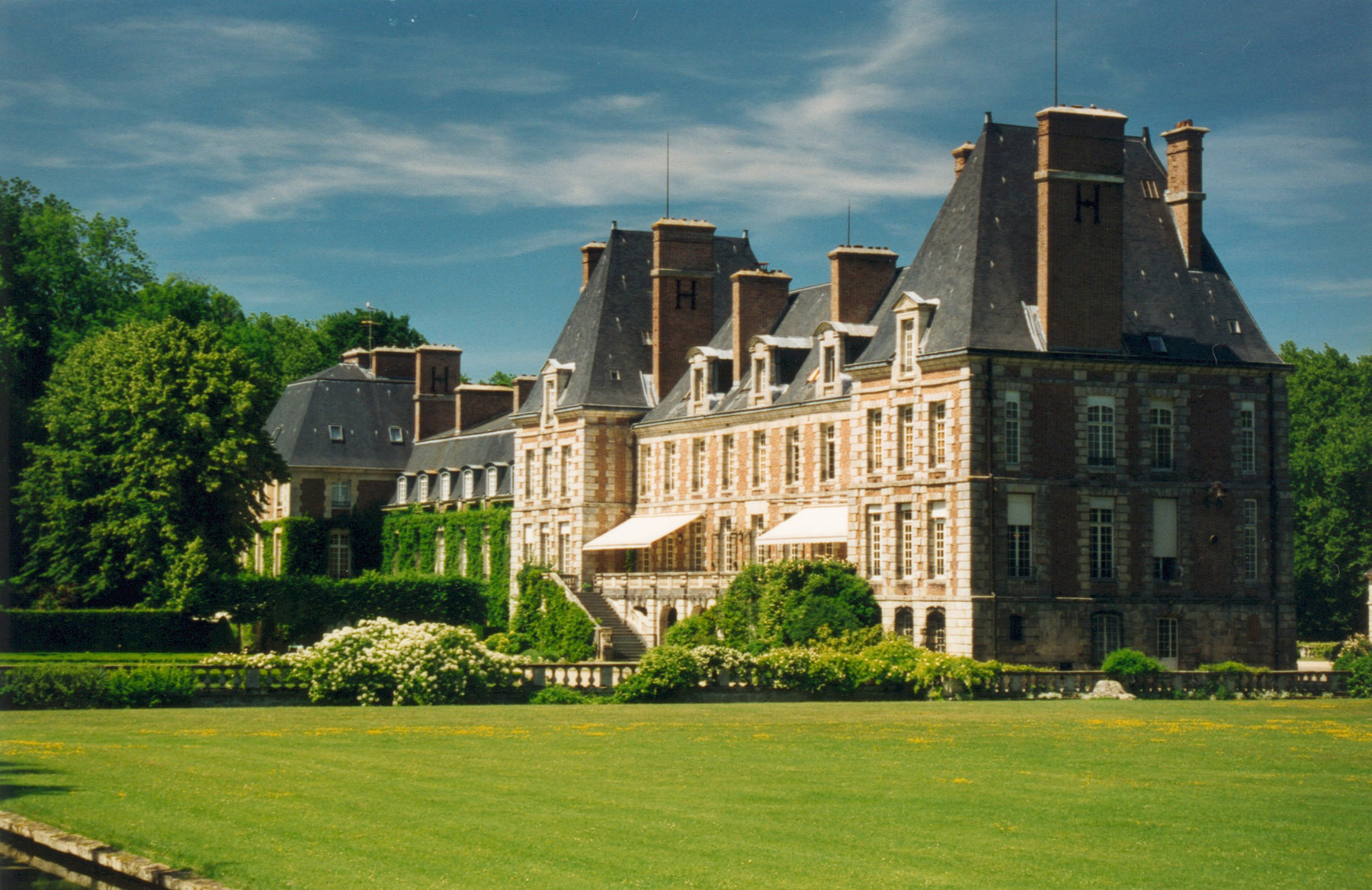
Château de Courances côté jardin.
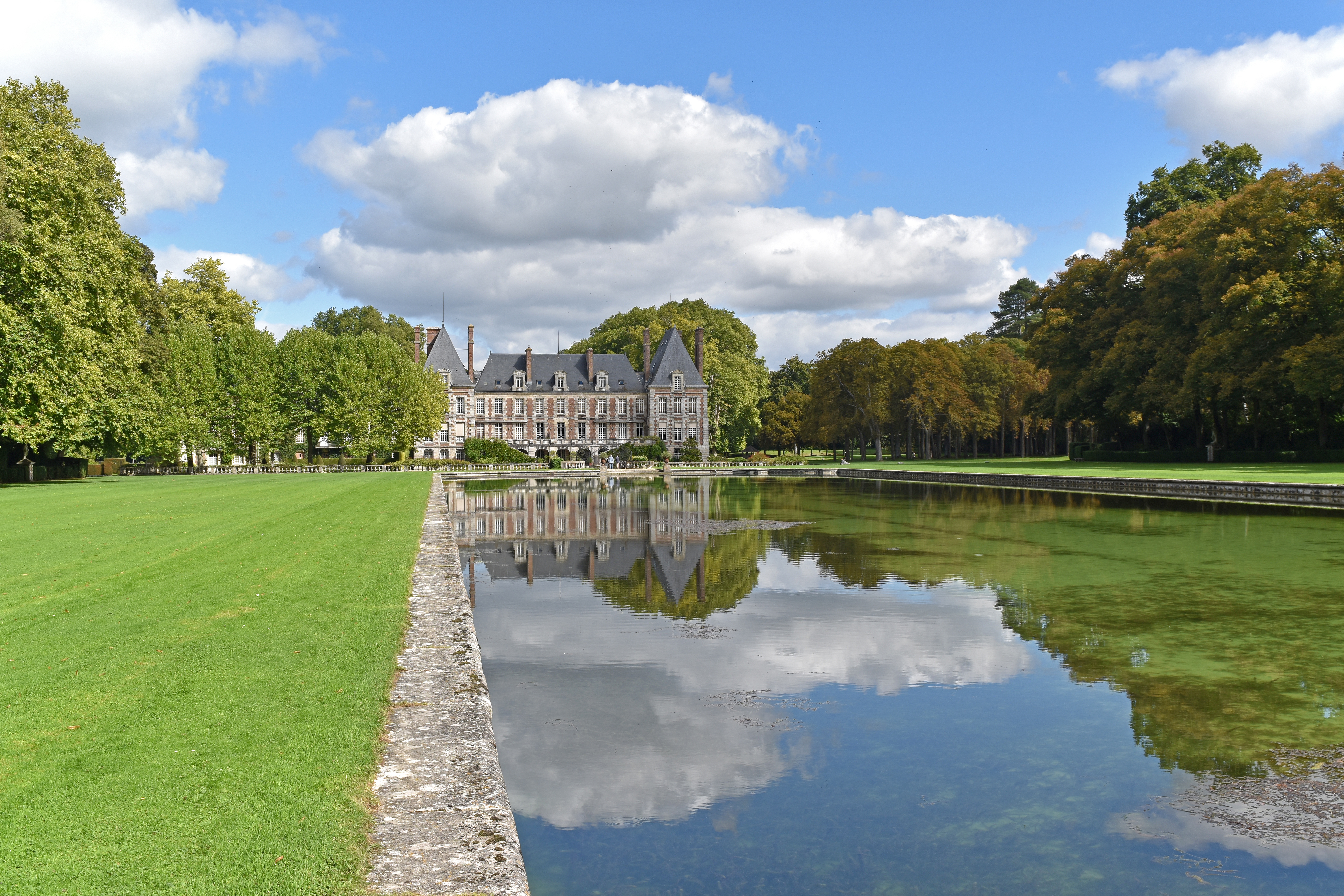
Le bassin devant le Château.
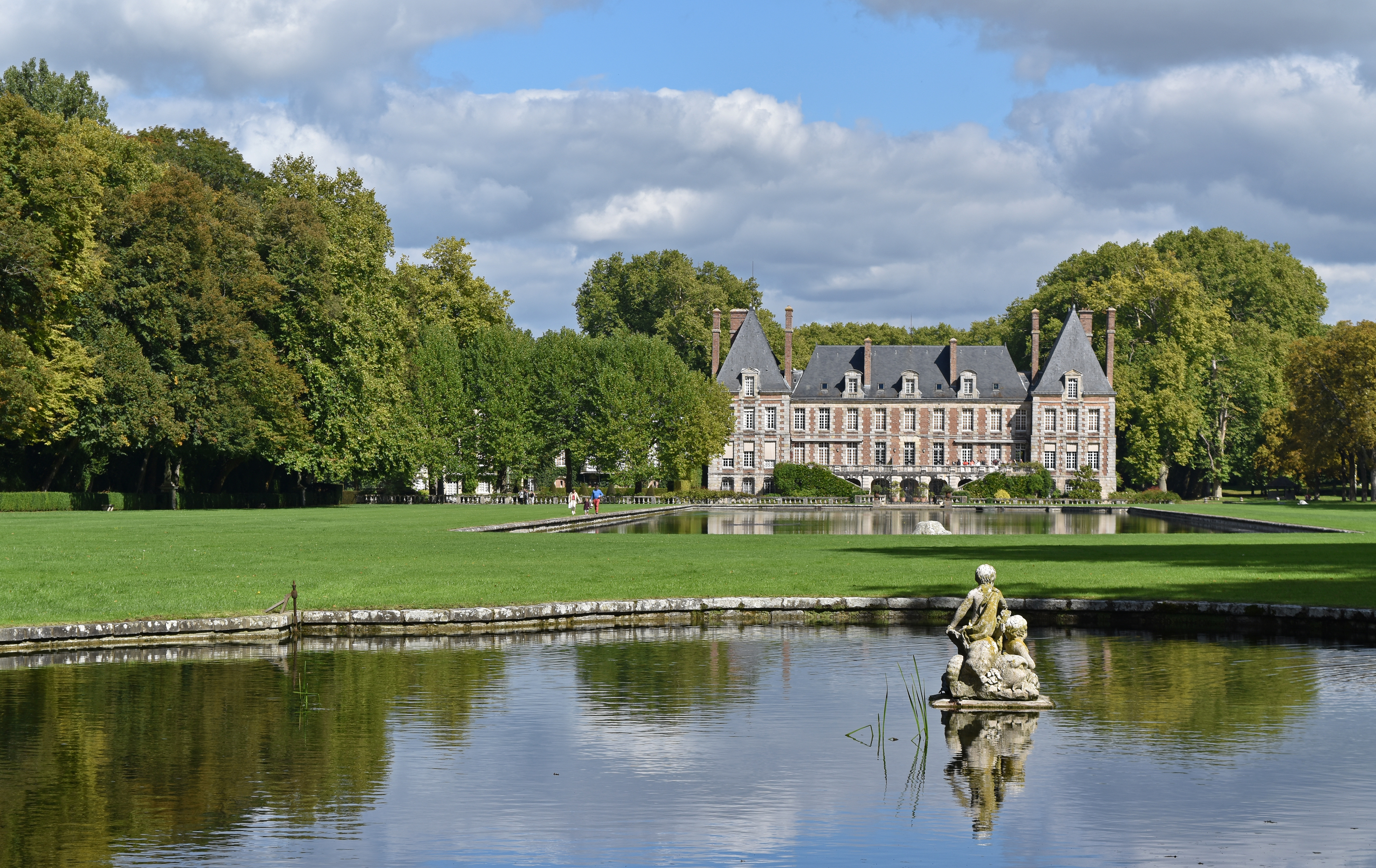
Deux bassins face au Château.
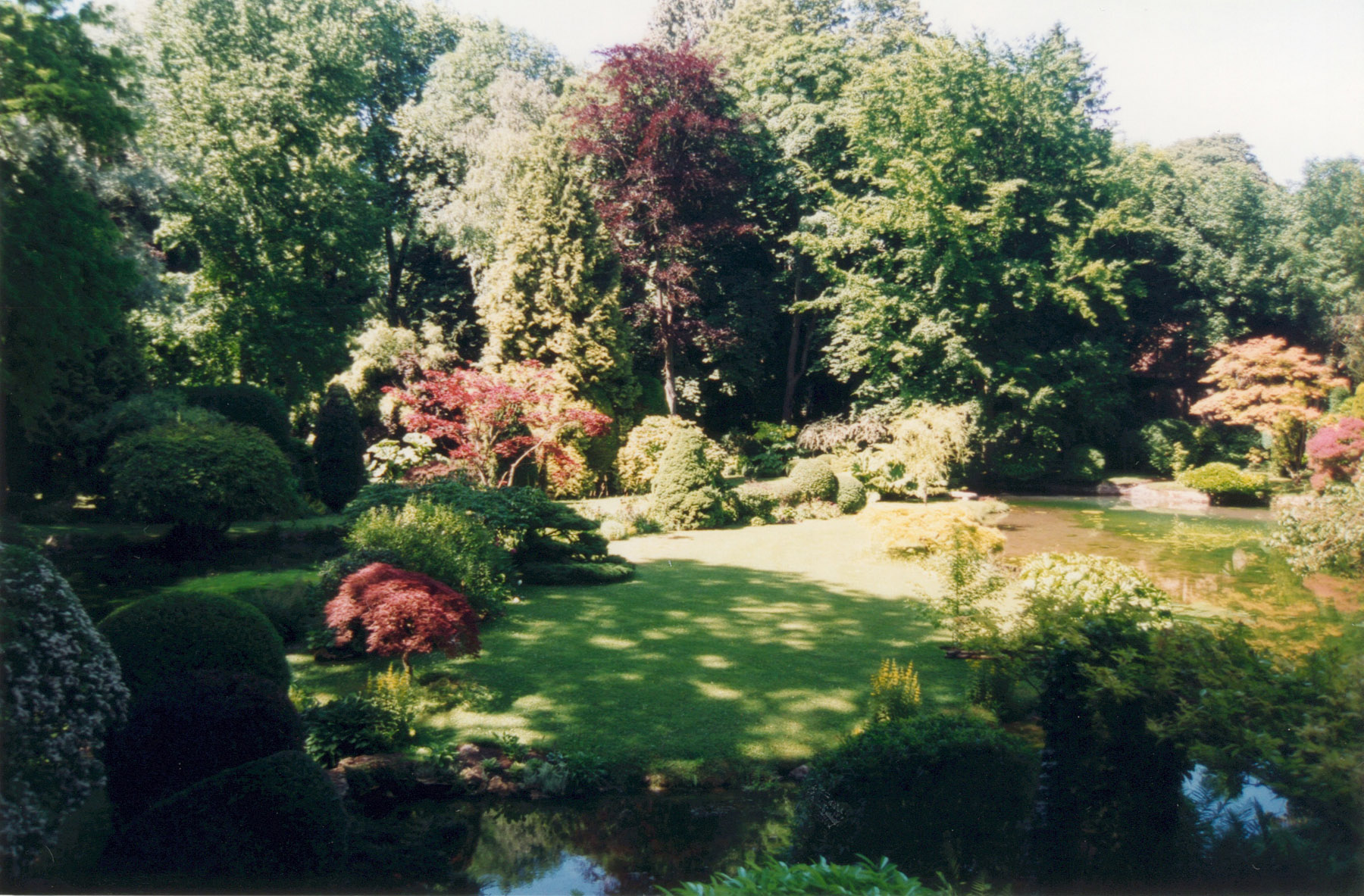
Le jardin japonais.
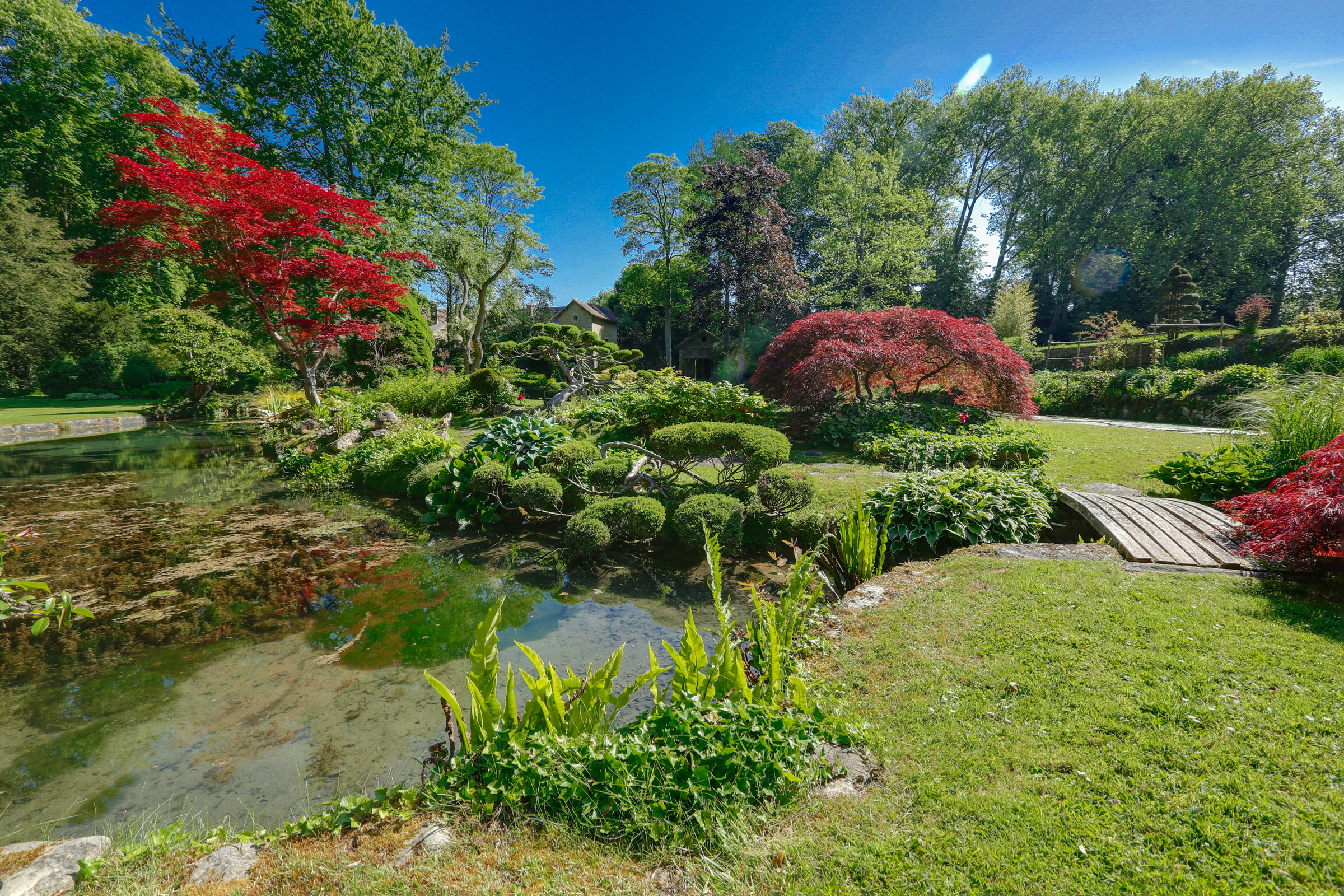
Autre vue du jardin japonais.
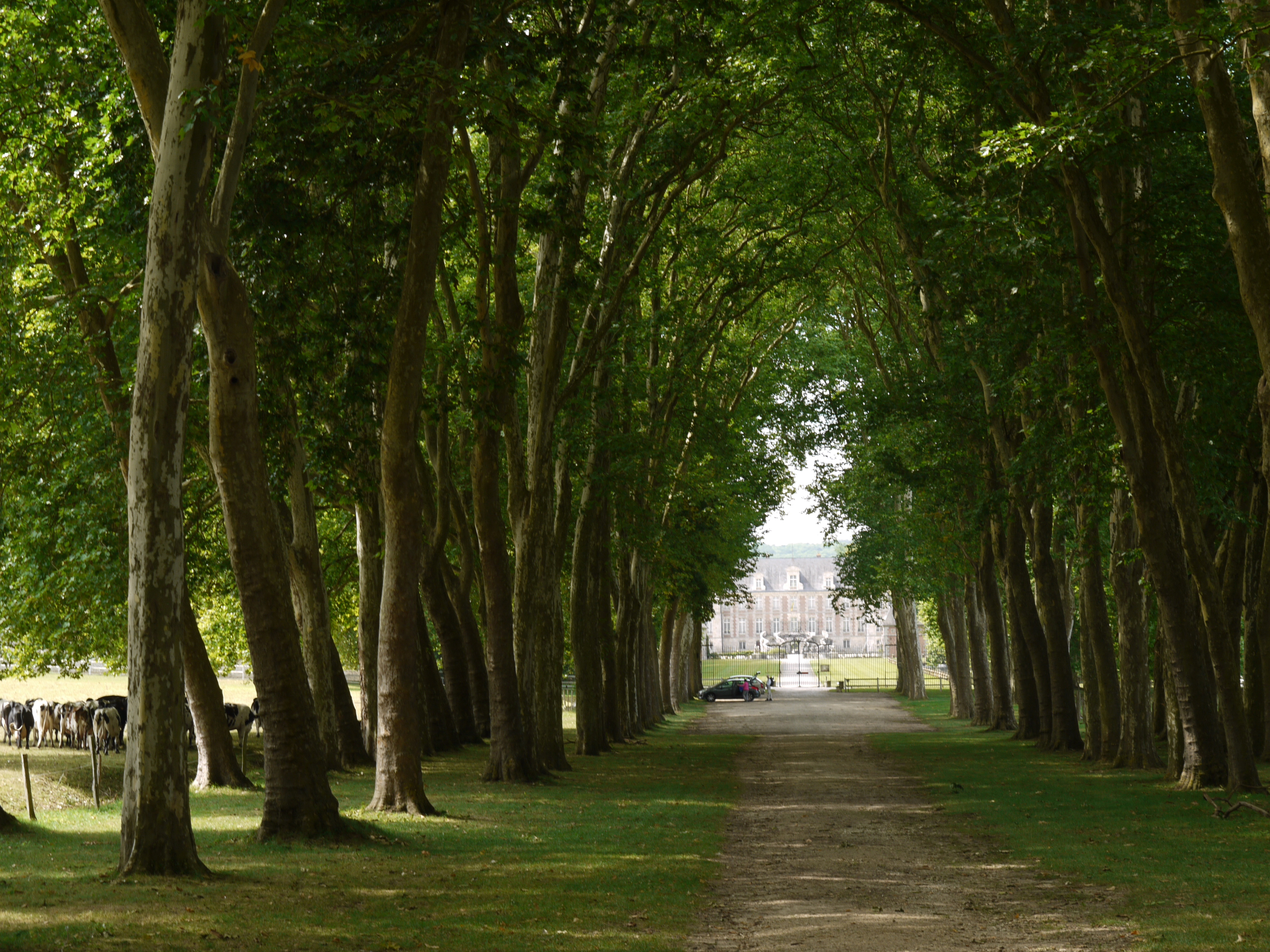
Une allée bordée d'arbres majestueux prolonge la perspective du château
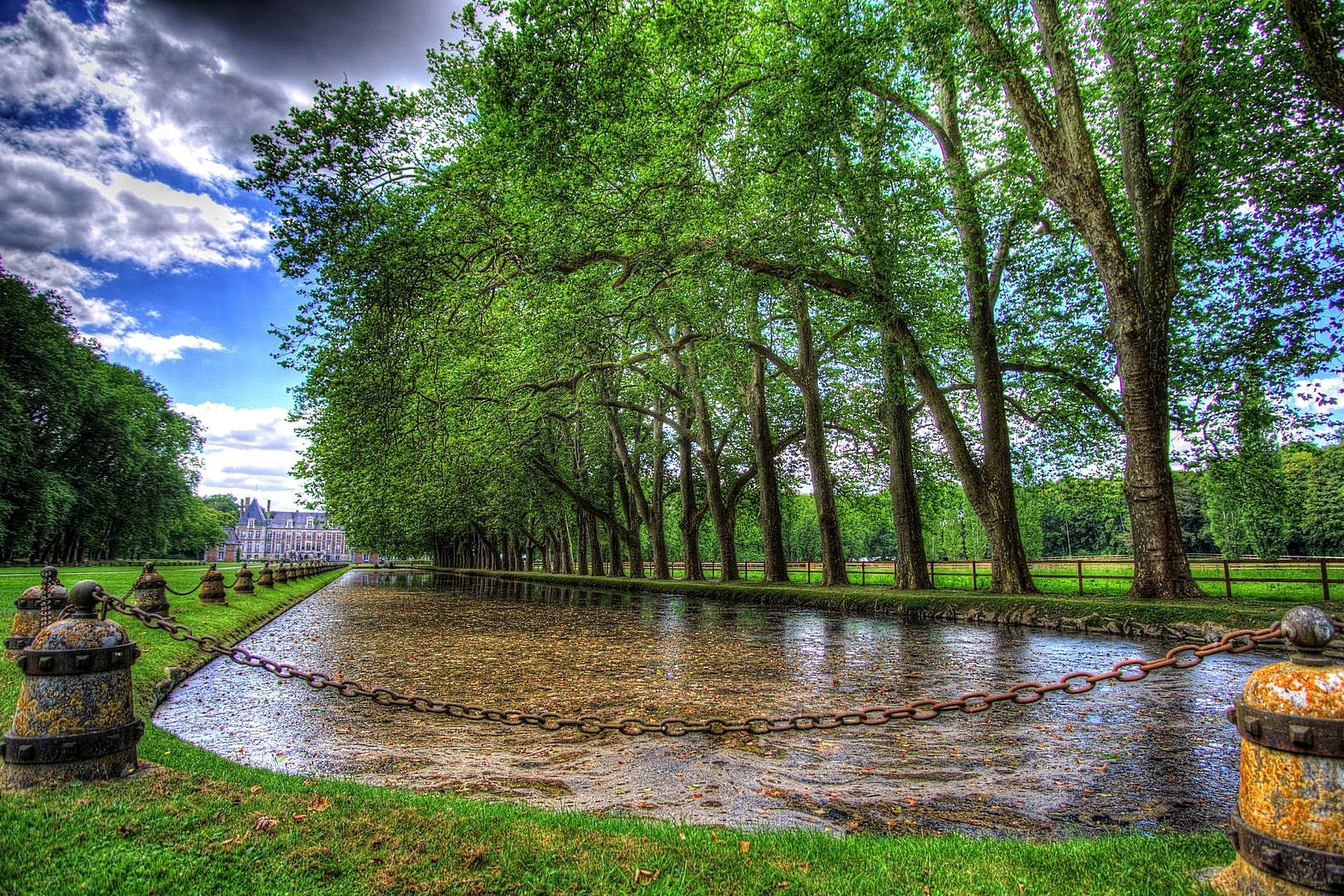
Le canal bordé de platanes.
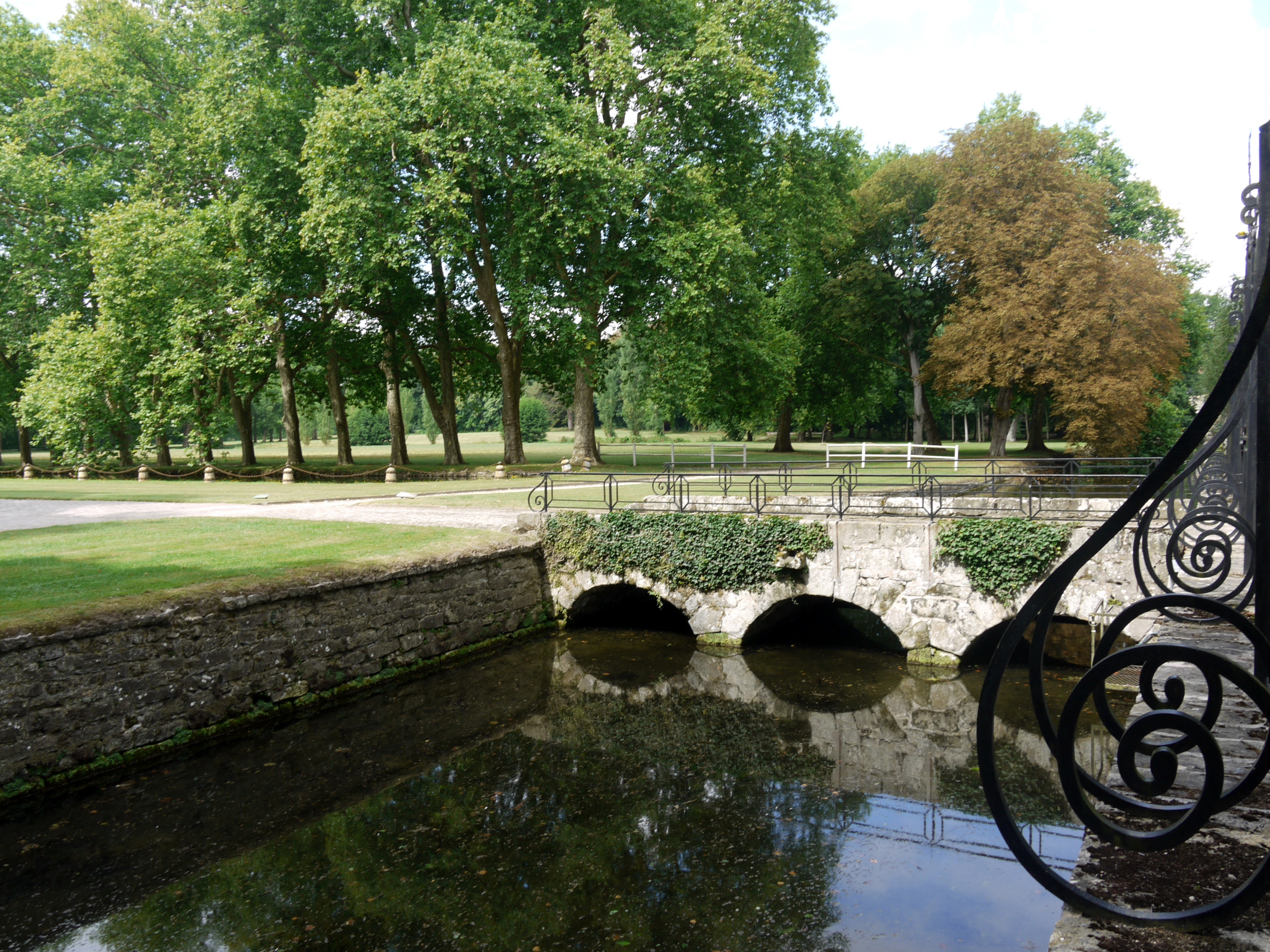
Les douves à la limite du parc.
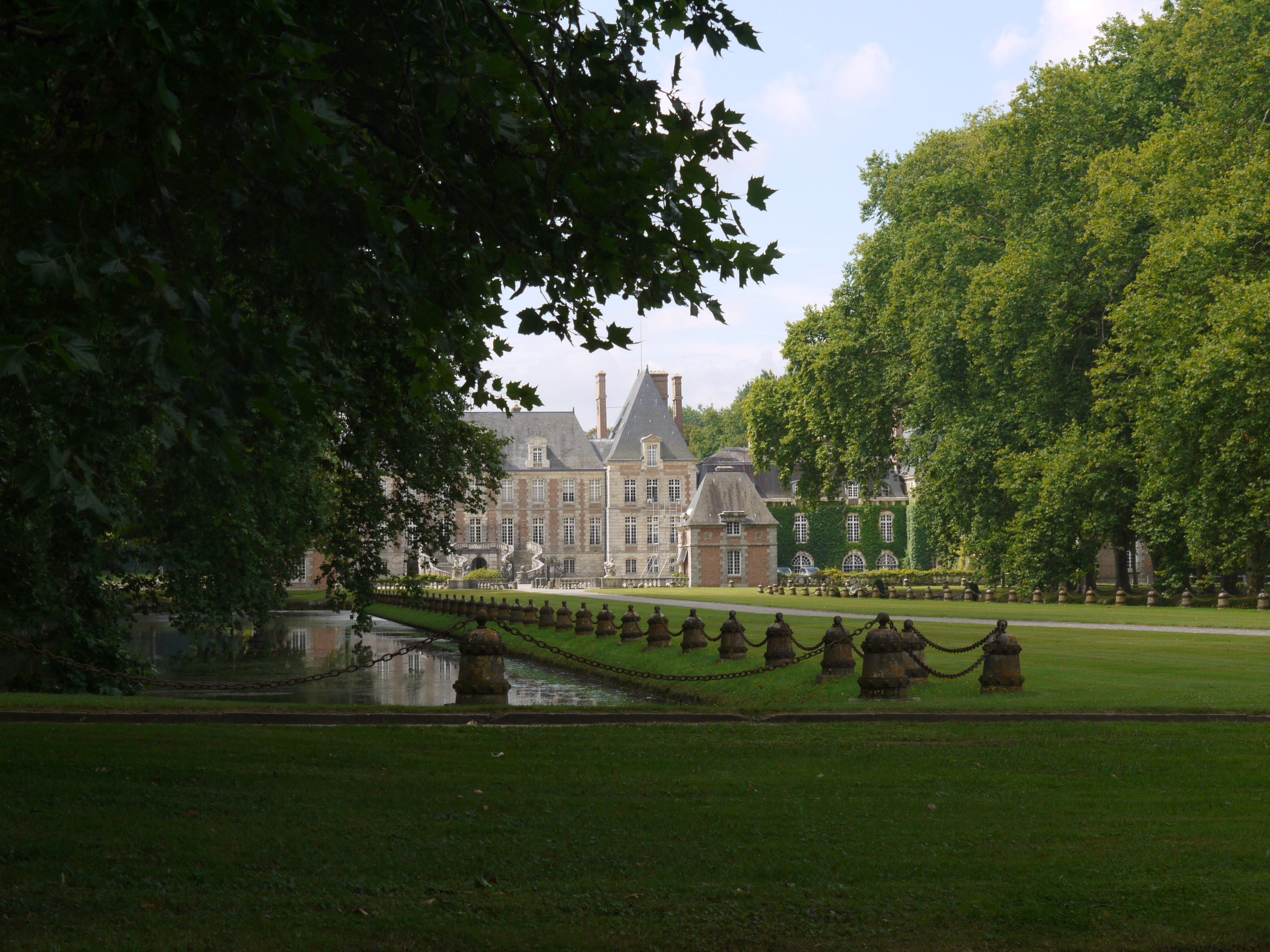
Un des bassins du parc du château.
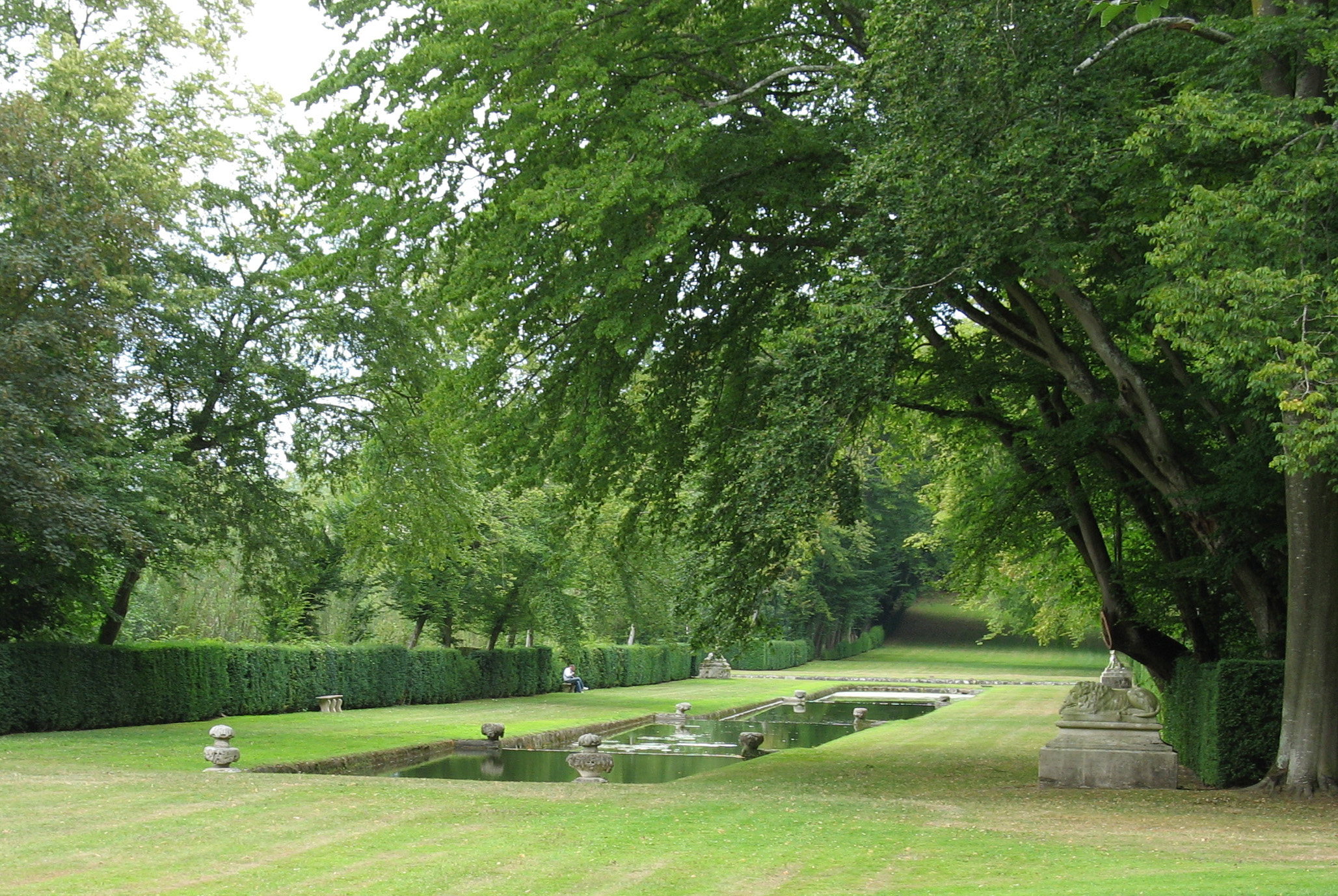
Un autre bassin.
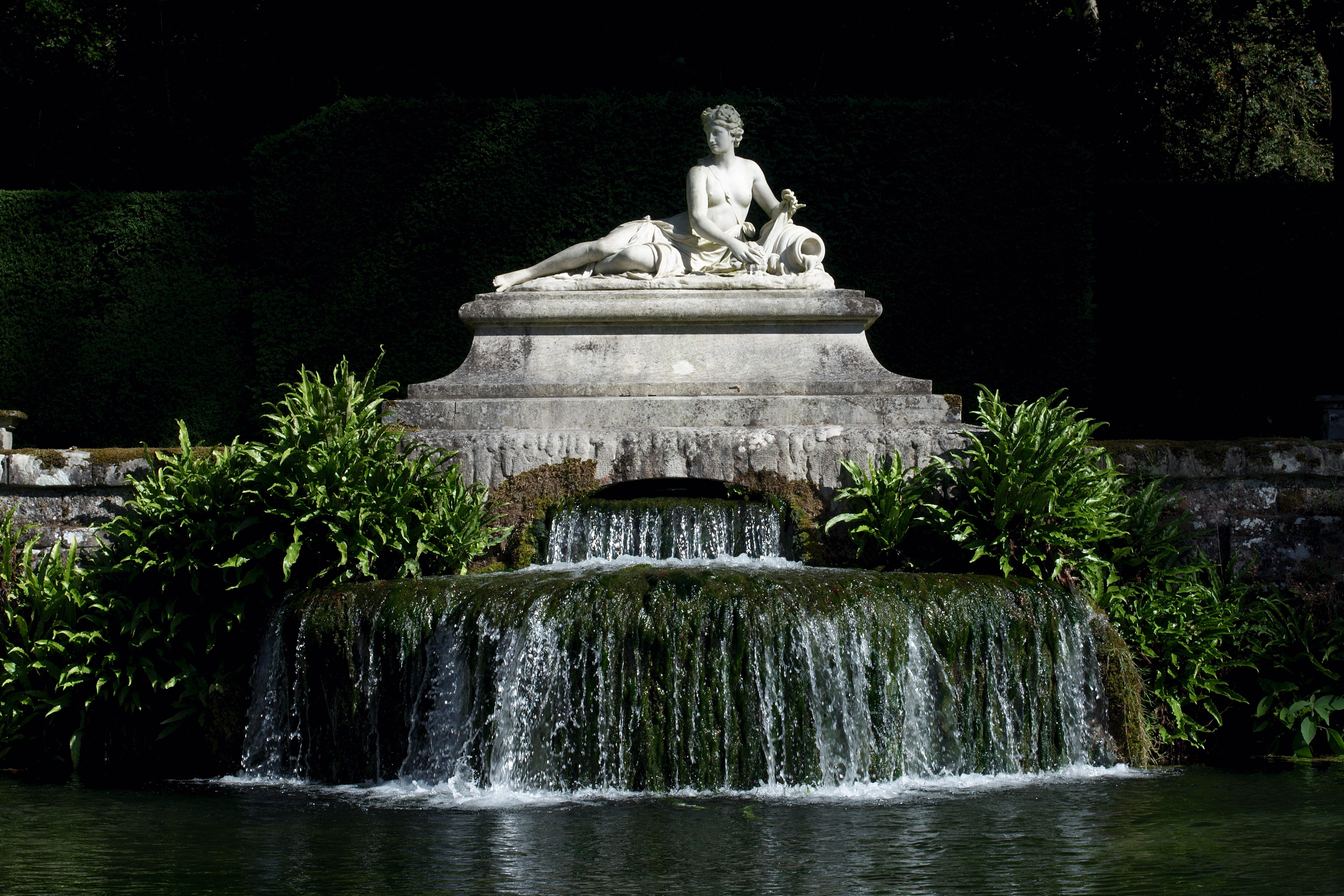
Une fontaine avec sa sculpture.